# ليون كارلسون
ليون كارلسون (بالإنجليزية: Leon Carlson)‏ هو لاعب كرة قاعدة أمريكي، ولد في 17 فبراير 1895 في جيمستاون في الولايات المتحدة، وتوفي بنفس المكان في 15 سبتمبر 1961.

## وصلات خارجية
- ليون كارلسون على موقعبيزبول رفرنس.كوم (الدوري الرئيسي) (الإنجليزية)
- ليون كارلسون على موقعبيزبول رفرنس.كوم (الدوري الثانوي) (الإنجليزية)